# Џек Расел теријер
Џек Расел теријер (енг. Jack Russell Terrier) је врста мањег теријера узгајана за потребе лова на црвене лисице и контролу штеточина, почетком 19. века у јужној Енглеској. 
Име расе је добила по енглеском свештенику Парсону Џону Раселу, познат по надимку "Џек", који је био велики ентузијастичан спортски ловац на лисице и познати одгајивач паса.
Џек Расел теријер је мали, окретан ловачки и радни теријер четвртастог облика, који се по својој висини сврстава у мале расе. Ова раса у Србији према FCI класификацији категорија припада ловачким псима. Током 20. века настале су два засебна соја ове расе, које се у основи разликују по пропорцијама и висини. Ове врсте стандардизоване су и од стране других удружења.
1. Џек Расел теријер, који је нижи и издуженији.
2. Парсон Расел теријер, који је виши и здепастије грађе.

## Спољашњост
| Лобања:      | Лобања треба да буде равна, умерене ширине која се постепено смањује до нивоа очију и потом сужава у издужену њушку.                                           | Врат:        | Снажан, мишићав и чист што омогућава стабилно држање главе. |
| Вилице/зуби: | Веома снажне, дубоке, широке и моћне. Снажни зуби склапају се у маказаст угриз.                                                                                | Леђа:        | Равна. Дужина од гребена до корена репа је нешто већа од раздаљине између гребена и земље. |
| Очи:         | Мале, тамне, оштроумног израза. Не смеју бити истакнуте а очни капци треба добро да належу. Ивица капка треба да буде црно пигментирана. Облик им је бадемаст. | Слабине:     | Слабине треба да буду кратке, јаке и веома мишићаве. |
| Усне:        | Добро налегле и црно пигментисане. | Грудни кош:  | Грудни кош је више дубок него широк, и добро удаљен од тла, што омогућава да груди буду по висини негде на средини између тла и гребена. Ребра треба да буду добро раширена у односу на кичму и заравњена са стране тако да обим иза лактова може да се обухвати са обе руке - око 40-43 цм. |
| Уши:         | Потпуно пресавијене или спуштене, танке и велике покретљивости.                                                                                                | Грудна кост: | Врх грудне кости је јасно видљив испред врха рамена. |
| Реп:         | При мировању може бити спуштен. При кретању треба да буде усправан, а уколико је купиран врх треба да буде на истом нивоу као и уши.                           | Предње ноге: | Равних костију од лактова до прстију, гледано са предње или бочне стране. |
| Рамена:      | Добро нагнута уназад и не претерано мишићава | Задње ноге:  | Снажне и мишићаве, њихове пропорције су у складу са раменима. |
| Ход/кретање: | Правилан, слободан и еластичан. | Шапа:        | Округла, тврда са јастучићима, није велика, прсти умерено лучни, нису окренути ни споља ни унутра. |

Закон о добробити животиња 
Закон о потврђивању Европске Конвенције о заштити кућних љубимаца

## Темперамент
Џек Расел теријер  је интелигентан, свестран и невероватно неустрашива раса за своју величину, који воле забаву и људе. Изузетно су одани што их чини идеалним породичним сапутником, када су правилно дресирани. 
Раса је позната по својој упорности, храбрости, енергији и снажном ловачком инстинкту. Џек Расел теријер може бити веома гласан и има тенденцију да лају, посебно на друге псе и када су узбуђени. 
Они су интелигентни, и ако им дозволите да прођу један центиметар, могу постати својевољни и одлучни да пређу километре.
Џек Расел теријери су активни пси, који уживају да су стално у покрету. Они могу бити веома динамични са пуно енергије, тако да је потребно осигурати довољно вежбе за њих. Уколико му је досадно и ако нема превише активности, постоји могућност да направе неред у кући.
Џек Расел теријери су живахни мали пси који воле да трче и јуре. Они су самоуверени и веома лојални својим власницима. Увек су у покрету што их чини добрим за активна домаћинства.

## Тренинг

##### Џек Расел теријер важи за невероватно интелигентног пса али његова својевољна и тврдоглава природа, могу понекад да га учине тешким за дресуру.
Када се Џек Расел теријер тренира, имајте на уму да су ови пси независни мислиоци и ако желите да дресура буде успешна, морате га учинити забавним и без пуно понављања. Понављање му је досадно.
Ово су паметни који заиста добро реагују на позитивну обуку засновану на награди од малих ногу. Они имају тенденцију да лако прихватају нове команде, а дресура је одличан начин да њихов иначе заузет ум буде активан. Могу да буду прилично живахни и неопходно је будете доследни у њиховој дресури и да се уверите да цело домаћинство поштује иста правила. 
Ако сте први пут власник или су вам потребне додатне смернице, препоручујемо да их одведете на акредитоване часове дресуре.

## Галерија слика
|  |  |  |  |

## Здравље
Џек Расел теријери спадају у веома здраве расе и ако будете водили правилну негу и редовну вакцинацију, нећете имати проблема са њиховима здрављем. 

## Историја
Џек Расел теријер настао је у јужној Енглеској средином 1800. године од стране свештеника Парсона Џона Расела (енг. Parson Jack Russell) , по коме је раса и добила име. Расел је био познат по својој страсти према лову и спорту, због чега је добио надимак „Спортски свештеник“. Његови блиски пријатељи дали су му надимак „Џек“, одакле потиче и данашњи назив расе за коју ће касније то бити синоним. 
Џек Расел теријер је развијен са искључивом сврхом лова на европске црвене лисице изнад и испод земље, за спортски лов краљевских породица. 
Џон Расел је имао за циљ да створи радног теријера, који би ловио са псима, избацујући лисице из њихових јазбина, како би их пси могли јурити. Раса је првобитно била позната као Фокс теријер. Раса је преименована у касним 1800. Расел је у Фокс теријеру видео потенцијал да створи најбољег ловачког пса на свету. До 1830. Расел је успоставио интензиван програм узгоја, како би створио расу, која би задовољила потребе сваког британског ловца.
У његовим златним годинама Раселова репутација је чак привукла пажњу принца Едварда (Енглески краљ Едвард VII), који се спријатељио са остарелим одгајивачем паса и често уживао у његовом друштву. Парсон Џон Расел је умро 1883. године, али ће наслеђе његових малих, али моћних ловаца живети. У ствари, термин "Џек Расел теријер" почео је да се користи за описивање широког спектра малих радних теријера и паса.
Првобитни Џек Расел теријер је био прекривен длаком браон боје. Расподела беле боја на телу на њему није ни мало случајна, већ је стратешки узгојена, како би се пас могао лако разликовати од плена током лова на лисице.